# Соловьёв, Иван Алексеевич
Иван Алексеевич Соловьёв (1919 — 27.09.1943) — стрелок 1033-го стрелкового полка 280-й стрелковой дивизии 60-й армии Центрального фронта, старший сержант. Герой Советского Союза.

## Биография
Родился в 1919 году на хуторе Ивановский Дорогобужского района Смоленской области. Семья была бедной. Окончив начальную школу, начал самостоятельную трудовую жизнь. Работал в колхозе пастухом.
В 1939 году был призван в Красную Армию.
Участник Великой Отечественной войны. 22 июня 1941 года на западной границе красноармеец Соловьёв принял боевое крещение. Сражался на Западном, Брянском и Центральном фронтах. Участвовал в сражении на Курской дуге, особо отличился при форсировании Днепра.
27 сентября 1943 года на подручных средствах батальон 1033-го стрелкового полка форсировал реку Днепр. Старший сержант Соловьёв прямо с плота вел огонь по вражеским солдатам, а затем прыгнул в воду и, увлекая за собой бойцов, бросился в атаку. На берегу гранатами подавил пулемётную точку, огонь которой препятствовал переправе стрелковых подразделений. Когда на пути батальона обнаружилось тщательно замаскированное минное поле, вместе с другими бойцами Соловьёв стал снимать мины. С фланга ударило вражеское орудие. С ручным пулеметом Соловьёв зашёл противнику в тыл и несколькими очередями расстрелял прислугу пушки. Батальон занял рубеж на подступах ко второй линии вражеских окопов и приготовился к атаке. Первым в атаку поднялся Соловьёв. Бойцы ворвались в траншеи и в ожесточенной схватке уничтожили сопротивлявшихся противников. Плацдарм был захвачен. В этом бою старший сержант Соловьёв погиб.
Указом Президиума Верховного Совета СССР от 17 октября 1943 года за успешное форсирование реки Днепр, прочное закрепление и расширение плацдарма на западном берегу реки Днепр и проявленные при этом отвагу и геройство старшему сержанту Соловьёву Ивану Алексеевичу присвоено звание Героя Советского Союза посмертно.
Награждён орденом Ленина, медалью.
Похоронен в братской могиле у села Казаровичи на берегу Днепра.